# Žalobín
Žalobín est un village de Slovaquie situé dans la région de Prešov.

## Histoire
Première mention écrite du village en 1451.

## Démographie

### Évolution de la population
| Année:               | 1994. | 2004.   | 2014.   | 2024.   |
| -------------------- | ----- | ------- | ------- | ------- |
| Nombre de personnes: | 701   | 759     | 816     | 815     |
| Différence:          |       | +8,27 % | +7,50 % | -0,12 % |

| Année:               | 2023. | 2024. |
| -------------------- | ----- | ----- |
| Nombre de personnes: | 815   | 815   |
| Différence:          |       | +0 %  |